# ماریون آی
ماریون آی (انگلیسی: Marion Aye; ۵ آوریل ۱۹۰۳ – ۲۱ ژوئیهٔ ۱۹۵۱) یک هنرپیشه تئاتر و فیلم‌های صامت اهل ایالات متحده آمریکا بود.

## بخشی از فیلمشناسی
از فیلم‌ها یا برنامه‌های تلویزیونی که وی در آن نقش داشته‌است می‌توان به آثار زیر اشاره کرد.
- 'وصله ناجور مهمانی آخر هفته  ()